# ويليام إتش ماير
ويليام إتش ماير ((بالإنجليزية: William H. Meyer)‏) (و. 1914 – 1983 م) هو سياسي من الولايات المتحدة الأمريكية. ولد في فيلادلفيا، بنسيلفانيا. كان عضوًا في الحزب الديمقراطي الأمريكي.
توفي في روبرت، عن عمر يناهز 69 عاماً.

## مناصب
تولى منصب عضو مجلس النواب الأمريكي.

## التعليم
تعلم في جامعة ولاية بنسلفانيا.